# سعيد بن مصطفى
سعيد بن مصطفى ولد بمدينة تونس في 28 يوليو 1938، سياسي ودبلوماسي تونسي.

## ترجمته
بعد أن أحرز سعيد بن مصطفى على الإجازة في العلوم الاقتصادية وعلى شهادة معهد الدراسات العليا الدولية بجينيف، انضم إلى الخارجية التونسية منذ عام 1962 في عهد المنجي سليم، وفي عام 1970 سمي مكلفا بمهام بطرابلس بليبيا، ثم ألحق منذ عام 1975 بديوان وزير الشؤون الخارجية. ثم عمل قنصلا عاما لتونس بليون الفرنسية، ثم في بالرمو بإيطاليا، وسمي في عام 1982 سفيرا لبلاده في بيروت في خضم الحرب الأهلية اللبنانية. وفي عام 1985 نقل إلى العاصمة الأردنية عمان، وفي عام 1988 سمي مندوبا ساميا لتونس بطرابلس ثم كاتب دولة لدى وزير الشؤون الخارجية مكلفا بالشؤون المغاربية في عام 1991، وسمي في عام 1997 سفيرا بروما. وفي ديسمبر 1997 سمي على رأس وزارة الشؤون الخارجية حيث بقي لمدة سنتين تقريبا. وفي 23 ديسمبر 1999، وقع اعتماده ممثلا دائما للبلاد التونسية لدى منظمة الأمم المتحدة، وتم تعويضه بنور الدين المجدوب في 20 مارس 2001 وهو تاريخ إحالته على التقاعد.

## حياته الخاصة
سعيد بن مصطفى متزوج وأب لثلاثة أبناء.

## وصلة خارجية
- سعيد بن مصطفى مع الأمين العام للأمم المتحدة كوفي عنان